# Florence Vidor

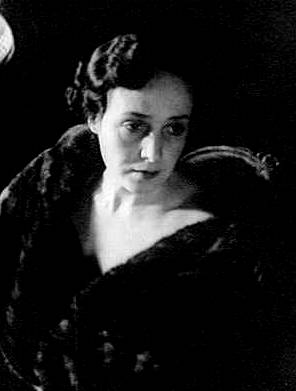
Florence Vidor (Porträt von Carl Van Vechten, 1933)

Florence Vidor (* 23. Juli 1895 in Houston, Texas, als Florence Cobb, später Florence Arto; † 3. November 1977 in Pacific Palisades, Kalifornien) war eine US-amerikanische Schauspielerin der Stummfilmzeit.

## Leben
Nach einiger Erfahrung auf der Bühne heiratete sie 1915 den aufstrebenden Regisseur King Vidor und ging mit ihm kurze Zeit später nach Hollywood. Florence Vidor wurde 1917 mit ihrem Auftritt in A Tale of Two Cities bekannt und stieg rasch zu einer populären Darstellerin der Famous-Players-Lasky auf, die bald zur Paramount verschmolzen. Während der Zeit war sie oft neben Sessue Hayakawa zu sehen. Ihre Stärke waren jedoch leichte Komödien und elegante Melodramen, auf die sie sich bald nach 1920 spezialisierte und damit endgültig zum Star wurde. Ab 1919 betrieb King Vidor für einige Zeit ein eigenes Filmstudio namens Vidor Village, bei dem sie einige Filme drehte. Nach ihrer Scheidung von King Vidor 1923 drehte sie mit führenden Komödienregisseuren ihrer Zeit wie Ernst Lubitsch, Malcolm St. Clair und Harry d’Abbadie d’Arrast. Zu den größten Erfolgen gehörten The Grand Duchess and the Waiter mit Adolphe Menjou sowie The Magnificent Flirt, der sie 1928 neben Loretta Young zeigte. Ihr Auftritt neben Gary Cooper, der noch drei Jahre vorher in ihrem Film The Enchanted Hill als Statist gearbeitet hatte, in dem Drama Doomsday, ebenfalls 1928 in den Verleih gekommen, war jedoch nicht ganz so erfolgreich.
Florence Vidor beendete ihre Karriere nach ihrem ersten und einzigen Tonfilm Chinatown Nights, der sie als drogenabhängige Dame der besseren Gesellschaft zeigte, die einem von Wallace Beery gespielten Gangster sexuell hörig ist. Vidor war so unzufrieden mit den veränderten Arbeitsbedingungen, die der Tonfilm mit sich brachte, dass sie noch während der Dreharbeiten aus dem Projekt ausstieg. Der Regisseur William A. Wellman musste mit einem Bodydouble die restlichen Szenen drehen. Der fertige Film wurde dann ein kommerzieller Reinfall.
Nach der Scheidung von Vidor heiratete sie im Jahr 1926 den Geiger Jascha Heifetz, von dem sie 1946 wieder geschieden wurde. Nach ihrem Rückzug aus dem Schauspielgeschäft lebte Florence Vidor den Rest ihres Lebens weitgehend zurückgezogen von der Öffentlichkeit und kümmerte sich um die Erziehung ihrer drei Kinder.

## Filmografie (Auswahl)
- 1916: Bill Peter’s Kid (Kurzfilm)
- 1917: A Tale of Two Cities
- 1917: The Secret Game
- 1918: Old Wives for New

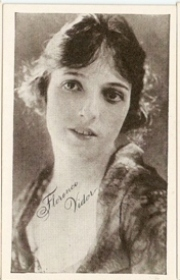
Florence Vidor (1917)

- 1920: The Jack-Knife Man – Das Findelkind (The Jack-Knife Man)
- 1921: Lügende Lippen (Lying Lips)
- 1921: Hail the Woman
- 1923: The Virginian
- 1923: Alice Adams
- 1923: Der Markt der Seelen (Souls for Sale) (Cameo)
- 1924: Die Ehe im Kreise (The Marriage Circle)
- 1924: Der Mann, die Frau, der Freund (Husbands and Lovers)
- 1925: Are Parents People?
- 1926: Die Großfürstin und ihr Kellner (The Grand Duchess and the Waiter)
- 1926: Sazarac, der Piratenkapitän (The Eagle of the Sea)
- 1926: Ein Ende mit Schrecken (Sea Horses)
- 1926: Die Farm auf dem Hügel (The Enchanted Hill)
- 1926: You Never Know Women
- 1927: Scheidung vor der Ehe (Honeymoon Hate)
- 1928: Einmal kommt der Tag (Doomsday)
- 1928: Ihr großer Flirt (The Magnificent Flirt)
- 1928: Der Patriot (The Patriot)
- 1929: Chinatown Nights